# A Caress of the Void
A Caress of the Void ist das vierte Studioalbum der Funeral-Doom-Band Evoken.

## Geschichte
Nachdem Evoken ihr drittes Studioalbum Antithesis of Light für Avantgarde Music aufgenommen hatten, gab sich die Band enttäuscht von der Kooperation und wandte sich von dem populären Label ab. Als Bassist stieß im Frühjahr 2006 Craig Pillard von Incantation und Methadrone hinzu. Indes verließ Keyboarder Denny Hahn im gleichen Jahr Evoken, woraufhin der Sänger John Paradise die Funktion mit übernahm. Noch im gleichen Jahr veröffentlichte das russische Doom-Metal-Label Solitude Productions mit Embrace the Emptiness das Debüt der Band aus dem Jahr 1998. Im folgenden Jahr fand Evoken in dem schwedischen Label I Hate Records einen neuen Kooperationspartner der das Folgealbum zu Antithesis of Light veröffentlichen sollte.
Von März bis Mai des Jahres fanden Aufnahmen in den Sound Spa Studios in Edison, New Jersey unter der technischen Begleitung durch den Studioinhaber Stephen DeAcutis statt. Der Norweger Tom Kvålsvoll masterte das Album.

## Albuminformationen
Das 2007 erstmals veröffentlichte Album enthält sieben separate Stücke. A Caress of the Void hat eine Gesamtspielzeit von 1:11:41 Stunden. Das Album wurde mehrmals Wiederveröffentlicht. Als Verantwortlich für die grafische Aufbereitung des Begleitmaterials wurde Valentin Mellstrom alias MLSTRM angegeben. Zur Zeit der Aufnahme und Veröffentlichung bestand die Band aus dem Sänger, Bassisten und Gitarristen John Paradiso, dem Bassisten Craig Pillard sowie den Gründungsmitgliedern Gitarrist Nick Orlando und Schlagzeuger Vince Verkay.

### Titelliste
1. A Caress of the Void: 8:52
2. Mare Erythraeum: 7:19
3. Of Purest Absolution: 7:46
4. Astray in Eternal Night: 8:37
5. Descend the Lifeless Womb: 9:12
6. Suffer a Martyr’s Trial (Procession at Dusk): 13:46
7. Orogeny: 6:06

### Veröffentlichung
A Caress of the Void wurde am 8. November 2007 als CD via I Hate Records mit sieben Titeln und einer Spieldauer von 1:11:41 Stunden veröffentlicht. Das Album wurde mehrmals Wiederveröffentlicht darunter als LP von I Hate Records 2010 und als MC von Dissonant Tapes 2022.

### Stil
Auf A Caress of the Void spielt Evoken weiterhin „ultratiefen und finsteren Funeral Doom mit leichten Death-Metal-Anleihen“. Vom Growling von John Paradiso, „der zudem noch unheilvoll flüstert und klaren Gesang einfließen lässt“ getragen, ergeht sich die Musik in kontinuierlicher Behäbigkeit. Zum Vergleich wird auf Bands wie Winter, Shape of Despair, Thergothon, Disembowelment, Pantheist und Esoteric verwiesen, wobei Evoken auch mit A Caress of the Void Eigenständigkeit im ausgestalteten Genre attestiert wird. Das Keyboard-Spiel erweise sich als „unaufdringlich und dennoch stimmungsvoll“. Das Schlagzeug als variable und Monotonie vorbeugend eingesetzt. An anderer Stelle werden das atmosphärische Keyboard und ein tiefer „Riffteppich“ als tragend wahrgenommen.

„Die Zutaten für die klanglichen Welten von EVOKEN sind gleich geblieben. Hoffnungslosigkeit, Kummer, unendlicher Schmerz, tiefste Dunkelheit, ein Meer voller Traurigkeit – die Band bewegt sich mit ihrer Musik nicht gerade auf der sonnigen Seite des Lebens. Wie zähflüssige Lava kriechen die einzelnen, massiven Kompositionen ganz langsam aus den Boxen, was deren Wirkung oder Durchschlagskraft allerdings in keinster Weise schmälert. Tiefe, düstere Growls, einige klare Gesangspassagen, monotones, hypnotisches Doom-Riffing, einige wenige, dafür umso gewichtigere Melodien, unaufdringliches, akzentuiert eingesetztes Keyboard, getragenes, dabei dennoch variables Schlagzeugspiel, dezente Tempiwechsel[.]“

## Wahrnehmung
Die A Caress of the Void gewidmeten Besprechungen in Webzines und Musikzeitschriften fielen überwiegend positiv aus. Von der Rezeption als Album mit beständiger Qualität bis zu dem hohen Lob es sei „das beste Album der Band“ und ein Album mit „tief unter die Haut gehende[r] Intensität“ variierten die Urteile. Weitere Rezensenten lobten das Album als kraftvolle Veröffentlichung die den Anhängern des Genres Funeral Doom, Death Doom oder Doom Metal insgesamt zusagen sollte. für Doom-Metal.com urteilte Odile Aurora Strik als Oscar Strik hingegen, dass das Album zwar solide und eines der besten des Jahres sei, aber hinter anderen Veröffentlichungen der Band zurückstände.